# 広島市立湯来南小学校
広島市立湯来南小学校（ひろしましりつゆきみなみしょうがっこう）は、広島県広島市佐伯区湯来町大字白砂にある公立小学校。

## 概要
広島市北西部の山地の一部に属す、自然豊かな学校  。校区は白砂、伏谷、葛原の三地域からなる農村地帯  。1983年（昭和58年）頃から団地造成が進み、広島市のベッドタウンとなっている  。団地人口の急増に伴い児童数も増加し、多い時は500名以上となったが現在は減少傾向にある  。

## 沿革
- 1874年（明治7年） - 旧白砂村、上伏谷、下伏谷村、葛原村にそれぞれ学校を設立
- 1904年（明治37年） - 現在地に校舎新築移転
- 1908年（明治41年） - 砂谷尋常小学校と改称
- 1941年（昭和16年）4月 - 国民学校令により、砂谷国民学校と改称
- 1947年（昭和22年）4月 - 学制改革により、砂谷小学校と改称
- 1969年（昭和44年）4月 - 湯来町立湯来南小学校と改称
- 2005年（平成17年）4月25日 - 湯来町の広島市への合併により、広島市立湯来南小学校と改称

## 校区
- 広島市立砂谷中学校の校区[2]
  - 湯来町大字伏谷、湯来町大字白砂、湯来町大字葛原、杉並台

## アクセス
- JR西日本山陽本線 五日市駅下車
- 広島電鉄宮島線 広電五日市駅下車
  - 南口より、広電バス「湯来・杉並台団地線」乗車、「湯来川角」下車、徒歩10分[1]